# そして今、ベラルーシへの攻撃がどこから準備されていたのかをお見せします

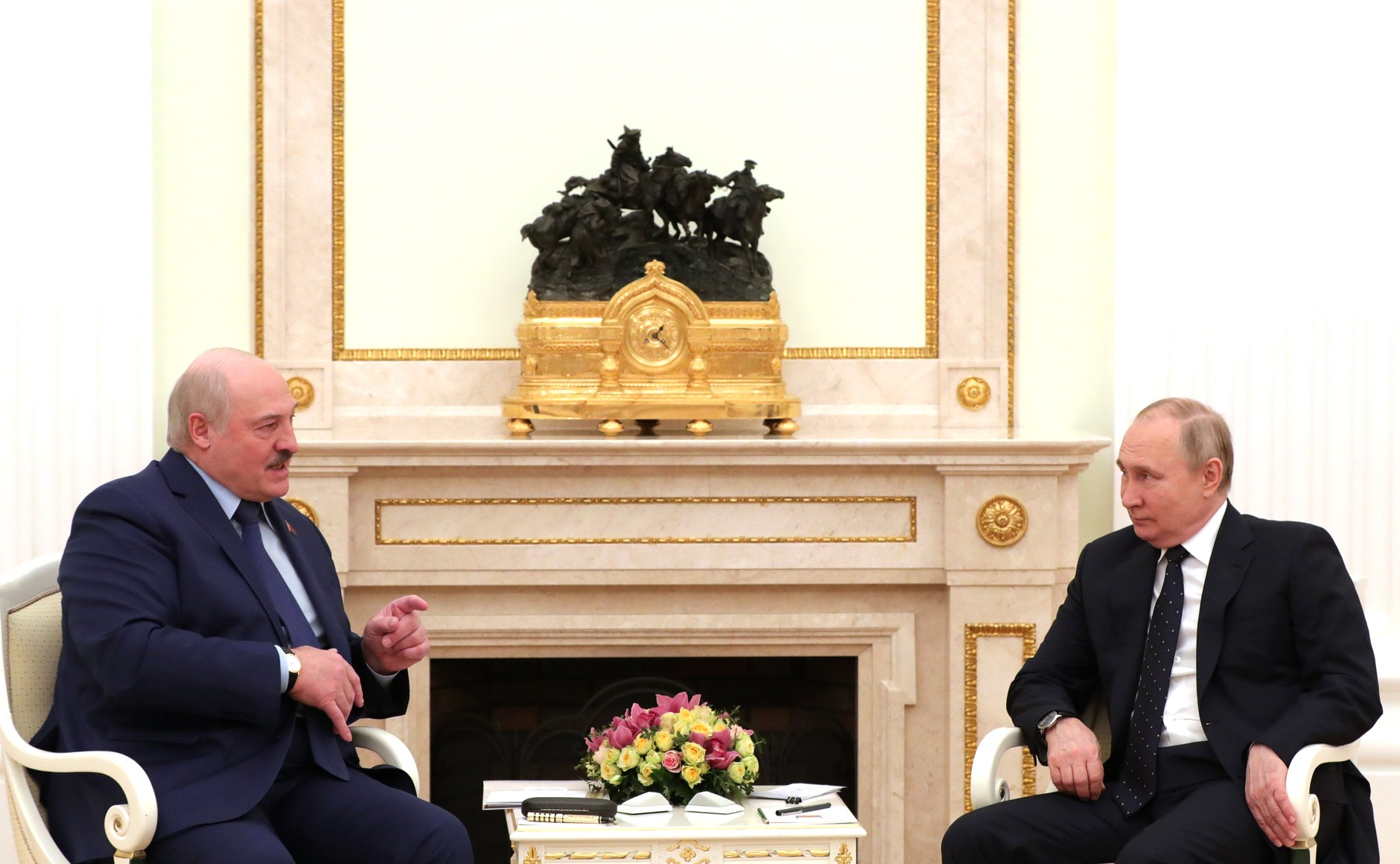
アレクサンドル・ルカシェンコとウラジーミル・プーチンの会談（2022年3月11日）

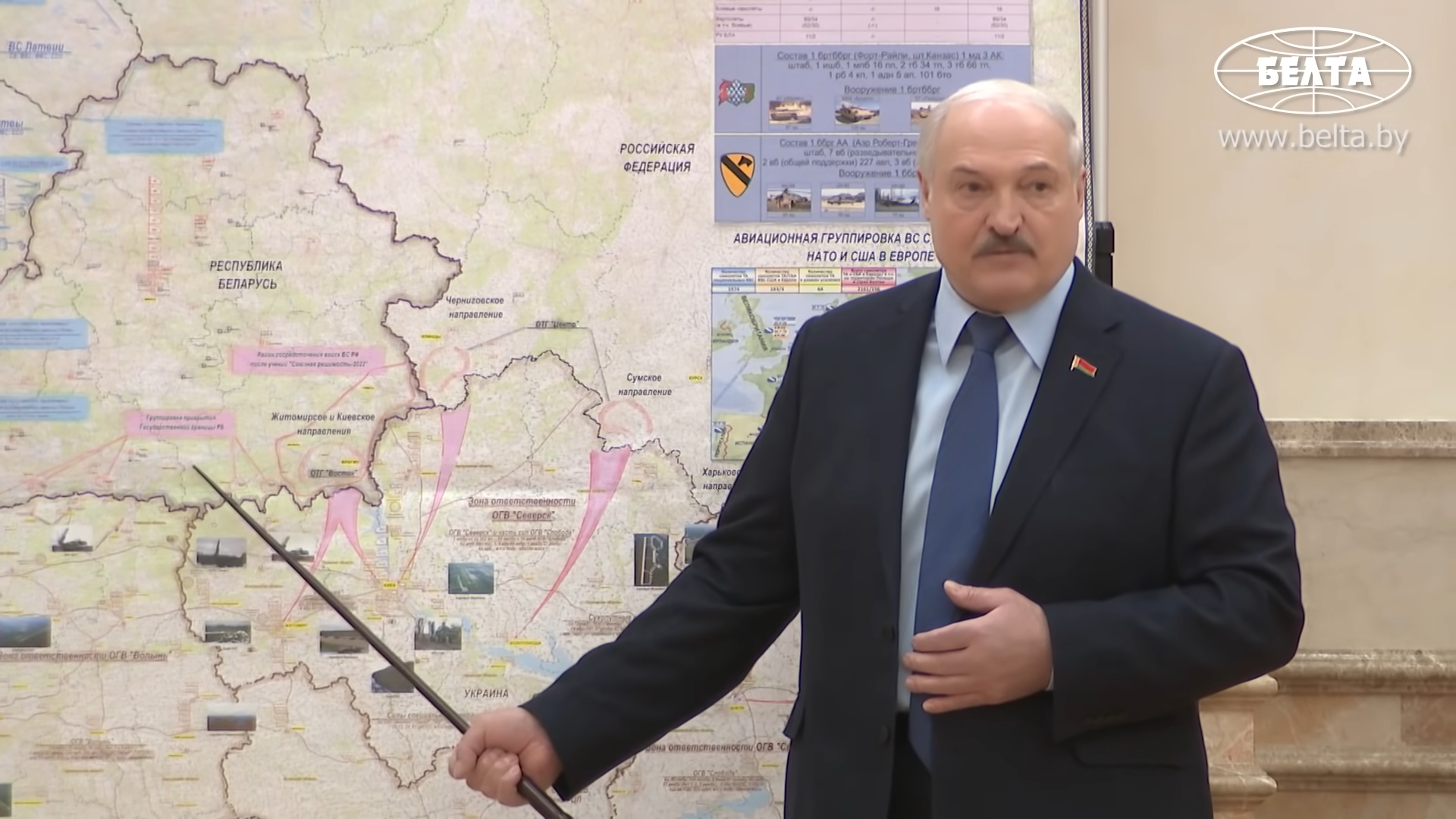
ベラルーシの安全保障評議会の会議で地図を見せるアレクサンドル・ルカシェンコ（2022年3月1日）

「そして今、ベラルーシへの攻撃がどこから準備されていたのかをお見せします」（そしていま、ベラルーシへのこうげきがどこからじゅんびされていたのかをおみせします、ロシア語: А я сейчас вам покажу, откуда на Беларусь готовилось нападение）は、ベラルーシ大統領アレクサンドル・ルカシェンコがロシア大統領ウラジーミル・プーチンとの会談の中で、ロシアのウクライナ侵攻を正当化するために述べたフレーズ。その後、このフレーズは旧ソビエト連邦を構成していた国々で非常に人気を博し、2022年3月中旬からインターネット・ミームとしてさまざまな動画の中で使用され始めた。

## 歴史
ミーム動画では、元の映像から切り取られたルカシェンコが、その音声とともに、さまざまな映画や愉快な場面に移動させられている。このミームは2022年3月11日に行われたロシア・ベラルーシ首脳会談の映像が元となっており、この会談の中でルカシェンコは「特別軍事作戦」が開始されていなければ、ウクライナが最初にベラルーシを攻撃したであろうとウラジーミル・プーチンに述べた：
А я сейчас вам покажу, откуда на Беларусь готовилось нападение. И если бы за шесть часов до операции не был нанесён превентивный удар по позициям — четыре позиции, я сейчас покажу карту, я принёс — они бы атаковали наши войска Беларуси и России, которые были на учении. Поэтому не мы развязали эту войну, у нас совесть чиста. Хорошо, что начали. Биологическое оружие, самые большие атомные электростанции – и всё это были готовы взорвать. Сейчас мы видим, что в Чернобыле творится, Вы меня попросили электричество подвести…

「そして今、ベラルーシへの攻撃がどこから準備されていたのかをお見せします。作戦の6時間前に4つの陣地への予防攻撃がなかったとしたら……私が持参した地図をお見せします……彼らは軍事演習を行っていたベラルーシとロシアの部隊を攻撃していたでしょう。したがって、我々はこの戦争を引き起こしておらず、我々に良心があることは明確です。良いことを始めたのです。 生物兵器、最大の原子力発電所、これらすべては爆破する準備が整っていました。今や我々はチェルノブイリで何が起こっているのかがわかっていますし、あなたは私に電力を供給するように頼みました……」
BBCは「ロシアのウクライナ侵略を正当化する彼の熱意は、一連の奇抜なインターネット・ミームにより報われた」と報道した。ミーム動画では、映像のルカシェンコは駅に移動し、ゴミ箱の近くに座らされ、最後は高齢女性達のいる庭にたどり着く。その他にもルカシェンコが様々な対象にそのフレーズを話す動画が多数制作されている。その例として、白鳥の湖のバレリーナ、映画『シャイニング』や『イワン・ヴァシリーエヴィッチ、転職する』の主人公、乗り物に乗る少女、ポルノ女優、番組『Live health!』のイェレナ・マリシェバ、トークショー『Let's Get Married』の司会のラリサ・グジーバ、Mr.ビーン、エイリアンの集団、ニワトリ、駅のホームレスの人々、アカデミー賞視聴者など。また、ウラジーミル・ジリノフスキーの棺からプーチンに話し続ける動画も制作されている。
このフレーズは、ある状況に置かれたルカシェンコについて報じるメディアでも使用され始めた。たとえば、ホッケーの試合に参加したルカシェンコが顔に打撃を受けたことを報じる記事のタイトルの前半は「そして今、あごへの打撃がどこから来たのかをお見せします……」となっていた。
4月24日、ルカシェンコは、ポーランド人、リトアニア人、ラトビア人がベラルーシ国境近くに立っており、ソバの実と塩を買うために国境を越えることを求めていると述べた。これに対し、ラトビア外務大臣エドガルス・リンケービッチは、「そして今、ベラルーシへ彼らがソバの実と塩を求めてどこから来たのかをお見せします」とツイートした。
4月27日、このミームをTikTokに投稿したベラルーシの学生数名が拘留された。